# Skiforeningen

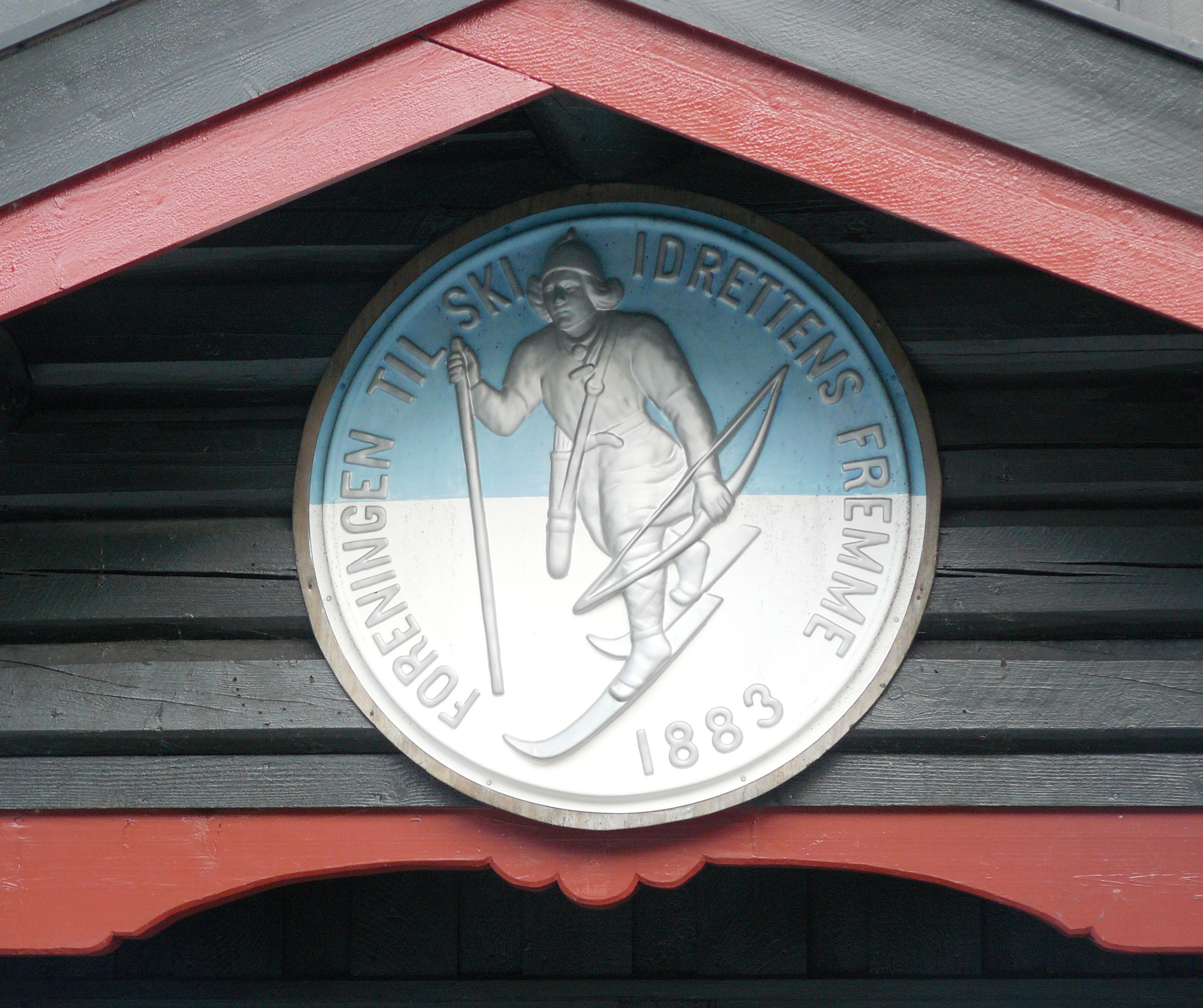
Skiforeningens emblem på Kikutstua i Nordmarka.

Skiforeningen (egentligen Foreningen til Ski-idrettens Fremme) är en stor norsk förening för främjande av skidåkning och annat friluftsliv. Föreningen bildades den 4 januari 1883 och har sin verksamhet knuten till Marka, Oslo. Man arrangerar bland annat de internationella skidtävlingarna i Holmenkollen. Föreningen har cirka 50 000 medlemmar.
Föreningen driver anläggningarna i Holmenkollen med exempelvis ett skidmuseum. Föreningen har även flera stugor på olika platser i Marka, Oslo.